# Regionalväg 130

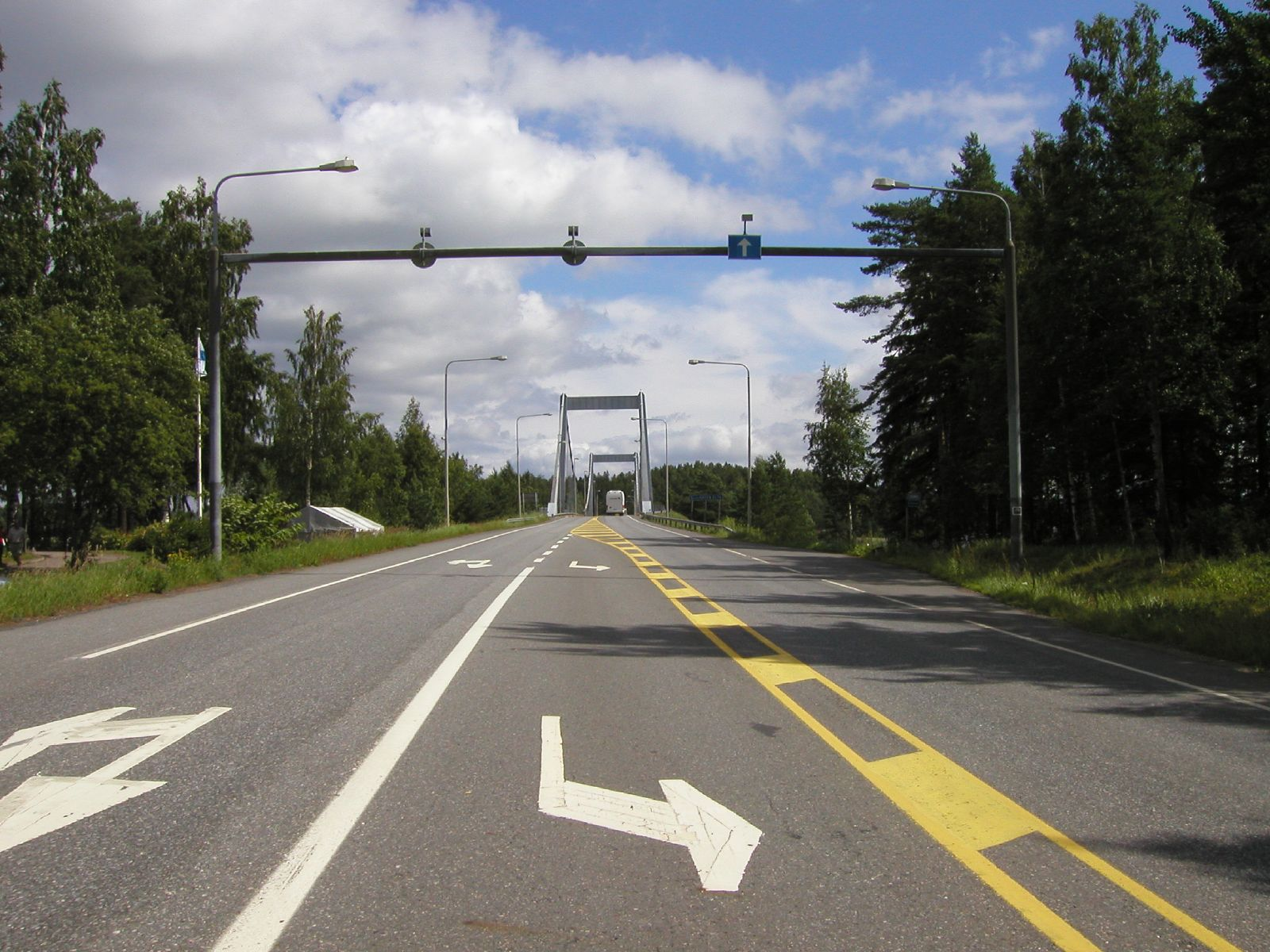
Regionalväg 130 nära Sääksmäki.

Regionalväg 130 är en landsväg i Finland. Vägen som är en landsväg är den äldre sträckningen av Riksväg 3 där riksvägen byggts ut till motorväg.